# Martin Igwe Uzoukwu
Martin Igwe Uzoukwu (* 9. September 1950 in Ozubulu, Nigeria) ist ein nigerianischer Geistlicher und Bischof von Minna.

## Leben
Martin Igwe Uzoukwu empfing am 27. September 1981 das Sakrament der Priesterweihe für das Bistum Ilorin. 
Am 5. Juli 1996 ernannte ihn Papst Johannes Paul II. zum Bischof von Minna. Der Apostolische Nuntius in Nigeria, Erzbischof Carlo Maria Viganò, spendete ihm am 30. November desselben Jahres die Bischofsweihe; Mitkonsekratoren waren der Erzbischof von Kaduna, Peter Yariyok Jatau, und der Bischof von Ilorin, Ayo-Maria Atoyebi OP.